# Nupserha subvelutina
Nupserha subvelutina är en skalbaggsart som beskrevs av J. Linsley Gressitt 1937. Nupserha subvelutina ingår i släktet Nupserha och familjen långhorningar. Inga underarter finns listade i Catalogue of Life.